# Jan Joris
Jan Joris (Wilrijk, 8 november 1927 – Deurne, 20 november 2011) was een Belgisch bariton. Hij was voornamelijk operazanger.
Hij is vader van Chris Joris, jazzmuzikant en -componist.
Zijn opleiding startte in zijn geboorteplaats; hij zong onder meer in het Sint-Rombouts knapenkoor te Mechelen. Hij mocht als uitverkorene de solopartij zingen tijdens de vormselviering van Josephine Charlotte van België. Hij dirigeerde vanaf zijn veertiende gezangen in Mechelen. Hij studeerde aan het Stedelijk Conservatorium in Mechelen maar kreeg ook privélessen. In 1951 ging hij als solist werken bij het Nationaal Instituut voor de Radio-omroep (NIR). In die hoedanigheid was hij veelvuldig te horen op de Belgische radio en televisie tot in het tijdperk van de Belgische Radio- en Televisieomroep (BRT). Vanaf 1961 tot 1988 was hij werkzaam bij de Koninklijke Vlaamse Opera en haar opvolgers. Hij zong de baritonpartij in circa 180 opera's en operettes. Hij verzorgde daarnaast nog concertreizen binnen Europa en gastoptredens bij andere operahuizen zoals die in Gent, Luik, maar ook bijvoorbeeld bij Opera Forum. Een bijzonder optreden vloeide voort uit zijn samenwerking met Peter Cabus tijdens de officiële herdenking van de Guldensporenslag in 1965, waarbij de muziek werd gespeeld door het orkest van het Mechels Conservatorium.
Hij was ook actief als zangdocent aan het Mechels conservatorium en de Gentse Rijksacademie in Gent.
Jan Joris ging ten onder na een langdurige strijd tegen kanker. Hij werd begraven op Schoonselhof. Zijn stem bleef bewaard dankzij een aantal plaatopnamen en televisiebeelden.